# کیسشاید
کیسشاید (به آلمانی: Kescheid) یک شهر در آلمان است که در راینلاند-فالتس واقع شده‌است.

## خصوصیات
کیسشاید ۱۳۲ نفر جمعیت دارد.